# The Comedy of Terrors
The Comedy of Terrors is een Amerikaanse filmkomedie uit 1963 onder regie van Jacques Tourneur. De film werd destijds uitgebracht onder de titel Laat je niet kisten.

## Verhaal
Waldo Trumbull is een begrafenisondernemer in geldnood. Als hij ook nog wordt gedwongen om een jaar achterstallige huur te betalen, bedenkt hij een plan om al dat geld bijeen te sprokkelen. Hij begint mensen te vermoorden om zo weer meer klanten te krijgen.

## Rolverdeling
| Acteur         | Personage          |
| -------------- | ------------------ |
| Vincent Price  | Waldo Trumbull     |
| Peter Lorre    | Felix Gillie       |
| Boris Karloff  | Amos Hinchley      |
| Joyce Jameson  | Amaryllis Trumbull |
| Joe E. Brown   | Kerkhofbewaarder   |
| Beverly Powers | Mevrouw Phipps     |
| Basil Rathbone | John F. Black      |
| Alan DeWitt    | Riggs              |
| Buddy Mason    | Mijnheer Phipps    |
| Doug Williams  | Dokter             |
| Linda Rogers   | Meid van Phipps    |
| Luree Holmes   | Bediende van Black |
| Orangey        | Cleopatra          |